# Chartrand et Simonne
Pour les articles homonymes, voir Chartrand.
Chartrand et Simonne, puis Simonne et Chartrand, est un feuilleton télévisé québécois en douze épisodes de 45 minutes scénarisé par Diane Cailhier et réalisé par Alain Chartrand. Les six premiers épisodes sous le titre de Chartrand et Simonne ont été diffusés entre le 2 février et le 8 mars 2000 à la Télévision de Radio-Canada, et les six autres sous le titre de Simonne et Chartrand entre le 30 octobre et le 4 décembre 2003 sur Télé-Québec.

## Synopsis
Le feuilleton relate de façon romancée une partie de la vie de Michel Chartrand, syndicaliste québécois, ainsi que de son épouse Simonne Monet, figure sociale féministe avec pour arrière-fond l'évolution et l'histoire de la société québécoise et d'acteurs politique et syndicaux importants.

## Distribution
- Luc Picard : Michel Chartrand
- Geneviève Rioux : Simonne Monet
- Charles Bisaillon : Fils de Simone Monet
- Jacques Allard : Chanoine
- Pascale Bélanger : Marie-Andrée Chartrand à 10-12 ans
- Louise Bombardier : Garde Légaré
- Raymond Bouchard : Amédée Monet
- Catherine Brunet : Marie-Andrée Chartrand à 7-9 ans
- Anne-Marie Cadieux : Ghislaine Laurendeau
- Michel-André Cardin : Théo Gagné
- Henri Chassé : Gabriel Chartrand
- Raymond Cloutier : l'abbé Groulx
- Patrice Coquereau : Marius Chartrand
- Julien David : Alain Chartrand 8 ans
- Stéphane Demers : Pierre-Elliott Trudeau
- Francis Depassille : Ami de Marie et d'Alain et Micheline
- Martin Desgagné : Charles Gagnon
- Patrice Dubois : Henri
- Yvan Ducharme : Contremaître
- Muriel Dutil : Berthe Monet
- Richard Fréchette : Ouvrier gréviste
- Daniel Gadouas : Abbé Leduc
- Claude Gagnon : Roger Monet
- Gabriel Gascon : Louis Chartrand
- Jacques Godin : Père Abbé
- Patrick Goyette : Gérard Pelletier
- Françoise Graton : Hélène Chartrand
- Lynda Johnson : Jeanne Sauvé
- Jeremy Knox : Mineur
- Jacques L'Heureux : L'abbé Camirand
- Dominique Mercure-Cyr : Madeleine Chartrand enfant
- Eric Lagarde : Alain Chartrand à 9-11 ans
- Emmanuel Lambert : Mineur
- Roger Léger : Philippe Girard
- Jean Maheux : André Laurendeau
- Julie McClemens : Alec Leduc-Pelletier
- Guy Nadon : Gérard Picard
- Gilles Pelletier : Mgr Pelletier
- Jean-François Pichette : Jean Marchand
- Charles Préfontaine : Père Legault
- André Richard : Mgr Chaumont
- Pierre Rivard : Le bûcheron Gaétan
- Denis Trudel : Joachim Cornellier

## Fiche technique
- Scénario et dialogues : Diane Cailhier
- Réalisation : Alain Chartrand
- Producteurs : Claire Wojas et Robert Ménard
- Production : Les Productions Vidéofilms Ltée.

## Récompenses
- Prix Gémeaux 2000 : Meilleure série dramatique
- Prix Gémeaux 2000 : Meilleure réalisation, série dramatique
- Prix Gémeaux 2000 : Meilleure interprétation 1er rôle masculin
- Prix Gémeaux 2000 : Meilleurs décors toutes catégories
- Prix Gémeaux 2000 : Meilleurs maquillages/coiffures, toutes catégories
- Prix Gémeaux 2000 : Meilleurs costumes
- Prix Gémeaux 2004 : Meilleure interprétation 1er rôle masculin
- Prix Gémeaux 2004 : Meilleure interprétation 1er rôle féminin

## Épisodes
La série est constituée de douze épisodes ordonnés chronologiquement :
1. La Rencontre (1935-1940)
2. Envers et contre tous (1940-1942)
3. L'Amour et la Guerre (1942-1945)
4. La Naissance d'une vocation (1946-1950)
5. Un homme en colère (1952-1955)
6. La Fin d'une époque (1955-1960)
7. La Lutte pacifiste (1960-1963)
8. L'Avenir en marche (1963-1968)
9. L'Ébullition (1968-1970)
10. Le Deuxième Front (1970)
11. L'Insurrection (1970-1971)
12. Derniers Combats (1972-1993)